# Leutenbach (Württemberg)
Leutenbach (schwäbisch Luidebach) ist eine Gemeinde in Baden-Württemberg, etwa 20 km nordöstlich von Stuttgart im Rems-Murr-Kreis zwischen den Städten Winnenden und Backnang. Sie gehört zur Region Stuttgart (bis 1992 Region Mittlerer Neckar) und zur europäischen Metropolregion Stuttgart.

## Geographie

### Geographische Lage
Leutenbach liegt in 254 bis 420 Metern Höhe am Rande des Schwäbischen Waldes und der Backnanger Bucht. Durch die Gemeinde fließen der Buchenbach, der Rotbach und der Höllachbach.

### Geologie
Leutenbach liegt im Südwestdeutschen Schichtstufenland, die Höhenlagen (Rotenbühl) teilweise bereits im Keuperbergland.

### Nachbargemeinden
Leutenbach grenzt (gegen den Uhrzeigersinn) an die Gemeinden Waiblingen, Schwaikheim, Winnenden, Backnang, Burgstetten (alle Rems-Murr-Kreis) und Affalterbach (Landkreis Ludwigsburg).

### Gemeindegliederung

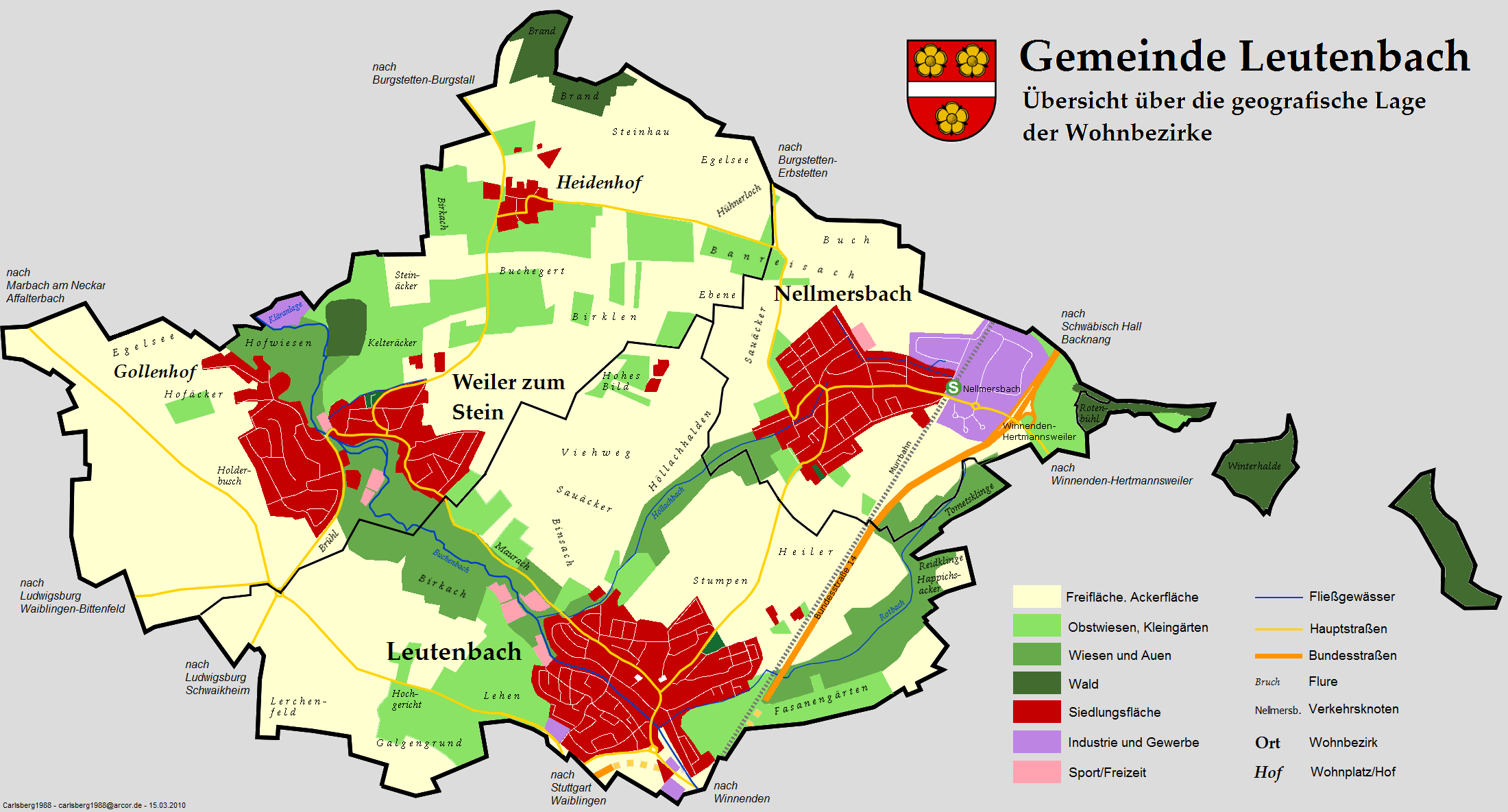
Übersicht über die Lage der Wohnbezirke der Gemeinde Leutenbach

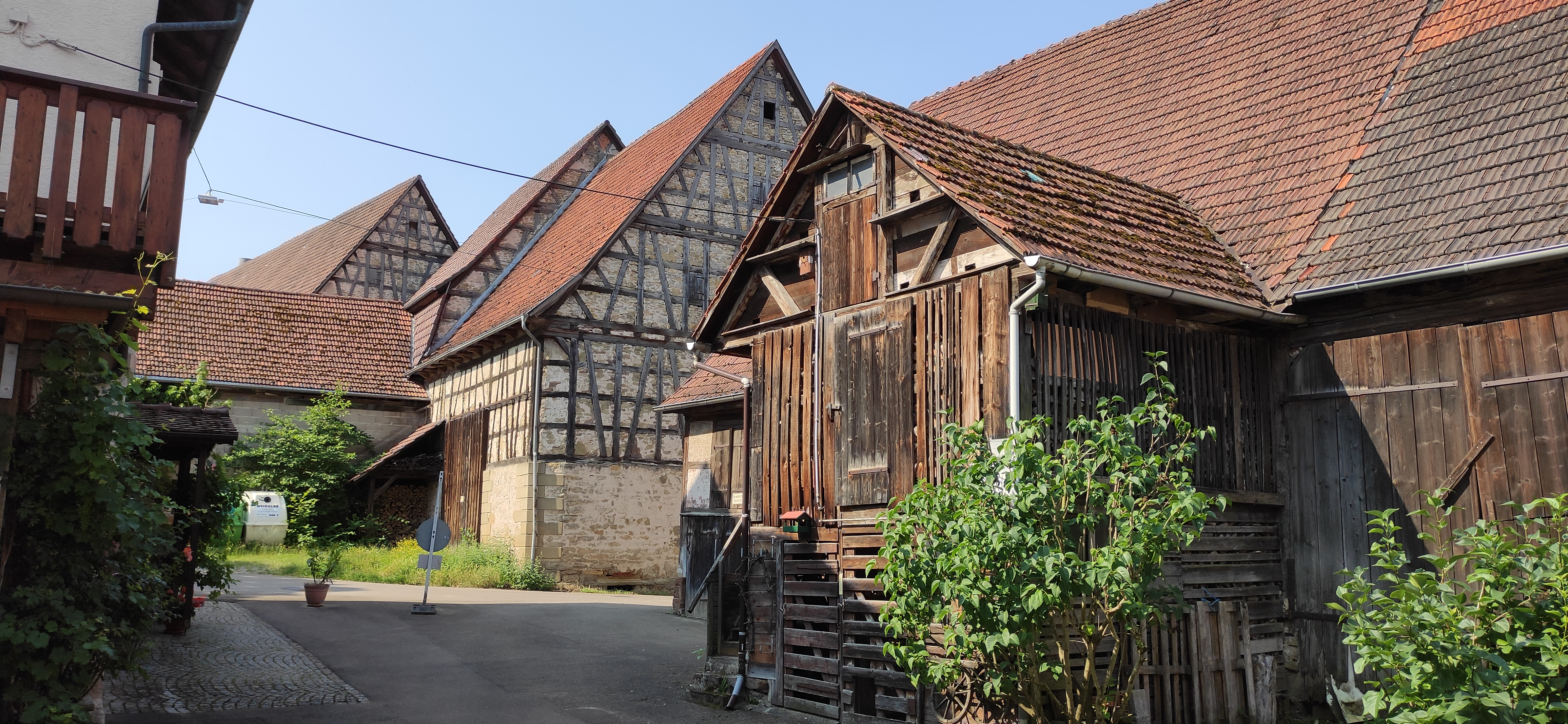
Leutenbach-Heidenhof

Die Gemeinde Leutenbach besteht aus den drei Wohnbezirken Leutenbach, Nellmersbach und Weiler zum Stein, die räumlich identisch mit den drei ehemaligen Gemeinden gleichen Namens sind. Zu den Wohnbezirken Leutenbach und Nellmersbach gehören jeweils nur die gleichnamigen Dörfer. Zum Wohnbezirk Weiler zum Stein gehören das Dorf Weiler zum Stein und die Weiler Heidenhof und Gollenhof. Zwischen Leutenbach und Weiler zum Stein liegt auf dem Gebiet des Wohnbezirks Leutenbach die abgegangene Ortschaft Guntersweiler. Auf dem Gebiet des Wohnbezirks Weiler zum Stein wird 1245 die Ortschaft Azzemansweiler genannt, die jedoch möglicherweise mit Weiler zum Stein identisch ist. Östlich von Nellmersbach bestand im Mittelalter die Siedlung Rothenbühl, die dem Augustiner-Chorherrenstift Backnang gehörte.

### Flächenaufteilung
Nach Daten des Statistischen Landesamtes, (Stand 2023)

## Geschichte

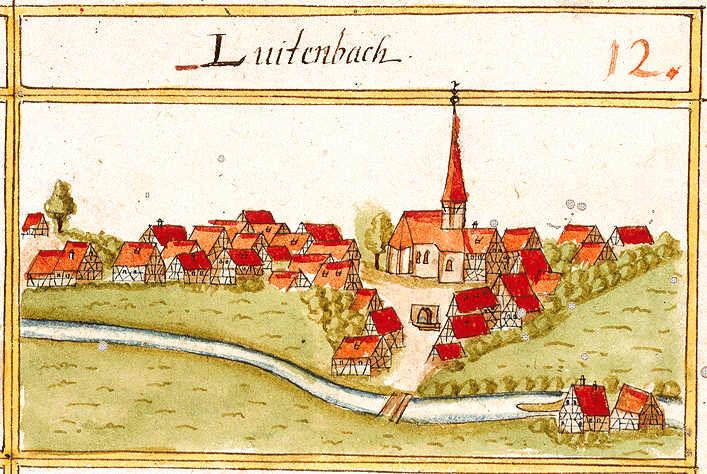
Leutenbach 1686 im Kieserschen Forstlagerbuch

### Frühe Geschichte
Urkundliche Erwähnung fand Leutenbach als Lutenbach erstmals im Jahre 1284, Nellmersbach (Nitmaresbach) 1071 und Weiler zum Stein (Wyler) 1245. Eine Urkunde von Rudolf von Neuffen aus dem Jahr 1295, in der ein Heinrich von Lutenbach als Vogt in Güglingen erwähnt wird, gilt als der erste Nachweis über einen Adligen „von Leutenbach“.
Erste Spuren von Besiedlung (z. B. Grabhügel und Werkzeuge) auf der Gemarkung der heutigen Gemeinde stammen aus der Kupfersteinzeit und insbesondere der frühen Eisenzeit. Im Zeitraum zwischen 750 und 450 v. Chr. ließen sich vermutlich Kelten und Skythen auf dem heutigen Gemeindegebiet nieder.
Leutenbach liegt etwa 15 km westlich des Obergermanisch-Raetischen Limes, also noch innerhalb des römischen Besatzungsgebietes. Die Besatzungszeit begann hier im Jahre 155 n. Chr. und dauerte etwa 100 Jahre. Auch davon sind Spuren zu finden, unter anderem die Reste zweier villae rusticae.
Im Mittelalter gehörten Leutenbach und Nellmersbach zur Herrschaft Winnenden, Weiler zum Stein zur Burg Wolfsölden (heute ein Teilort von Affalterbach). Im Jahre 1322 kaufte Graf Eberhard der Erlauchte die Burg und ordnete sie dem Amt Marbach zu. Weiler zum Stein wanderte dadurch mit. Leutenbach und Nellmersbach wiederum wurden drei Jahre später von Eberhards Sohn, Graf Ulrich III. von Württemberg, erworben und dem Amt Winnenden zugeschlagen. So ist auch zu erklären, warum Leutenbach und Nellmersbach später zum Landkreis Waiblingen, Weiler zum Stein aber zum Landkreis Backnang gehörte (der Kreis Marbach wurde im Jahre 1938 aufgelöst und Weiler zum Stein dem Kreis Backnang zugeteilt).
Der Dreißigjährige Krieg machte auch vor den Leutenbacher Gemeinden nicht halt und brachte insbesondere nach der verlorenen Schlacht bei Nördlingen ab 1634 großes Elend mit sich. Während des Pfälzischen Erbfolgekrieges wurde Nellmersbach 1693 wie so viele andere Orte in Südwestdeutschland auch durch die Truppen des französischen Generals Mélac vollständig niedergebrannt.

### 19. und 20. Jahrhundert
Am 1. Januar 1806 entstand das Königreich Württemberg. Leutenbach sowie Nellmersbach wurden 1808 im Zuge der neuen Verwaltungsgliederung dem Oberamt Waiblingen zugeordnet, Weiler zum Stein hingegen blieb wie bisher dem Oberamt Marbach unterstellt.
Mit der Fertigstellung der Murrtalbahn von Waiblingen nach Backnang erhielt Nellmersbach 1876 Anschluss an das Streckennetz der Württembergischen Eisenbahn und erfuhr dadurch eine große wirtschaftliche Belebung. So ist Nellmersbach auch heute noch der einzige Wohnbezirk der Gesamtgemeinde mit nennenswerter Industrieansiedlung.
Die Verwaltungsreform während der NS-Zeit in Württemberg führte 1938 für Leutenbach und Nellmersbach zur Zugehörigkeit zum Landkreis Waiblingen, Weiler zum Stein kam jedoch zum Landkreis Backnang.
1945 wurden die drei Gemeinden Teil der Amerikanischen Besatzungszone und gehörten somit zum neu gegründeten Land Württemberg-Baden, das 1952 im jetzigen Bundesland Baden-Württemberg aufging.
Durch die Kreisreform gelangten die drei Gemeinden am 1. Januar 1973 zum Rems-Murr-Kreis.

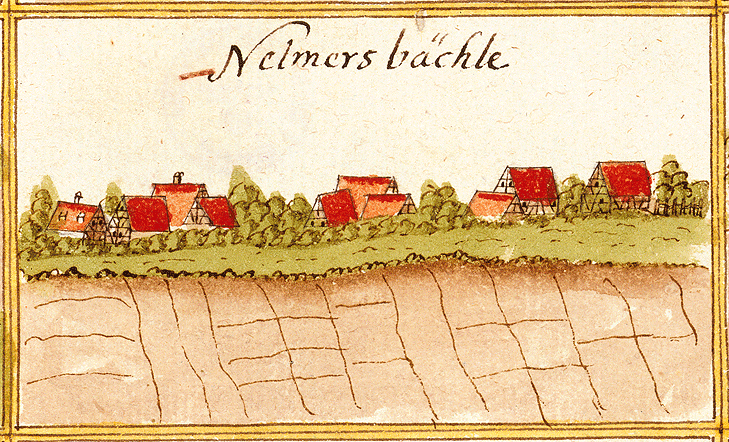
Nellmersbach am Ende des 17. Jahrhunderts

Die heutige Gemeinde Leutenbach wurde am 1. Januar 1975 im Rahmen der Gebietsreform in Baden-Württemberg aus den drei Nachbargemeinden Leutenbach, Nellmersbach und Weiler zum Stein gebildet. Der Verwaltungssitz ist Leutenbach, das auch der Gesamtgemeinde seinen Namen gab.

### Einwohnerentwicklung

#### Gemeinde
Die Angaben beziehen sich auf den heutigen Gebietsstand der Gemeinde.

Einwohnerentwicklung von Leutenbach (Württemberg) von 1939 bis 2017 nach nebenstehender Tabelle

| Jahr | Einwohner |
| ---- | --------- |
| 1939 | 2.216     |
| 1950 | 2.978     |
| 1961 | 4.743     |
| 1970 | 7.105     |
| 1975 | 8.001     |
| 1990 | 9.779     |
| 1995 | 10.667    |
| 2000 | 10.750    |
| 2005 | 10.860    |
| 2007 | 10.877    |
| 2008 | 10.834    |
| 2009 | 10.823    |

| Jahr | Einwohner |
| ---- | --------- |
| 2010 | 10.949    |
| 2011 | 10.667    |
| 2012 | 10.817    |
| 2013 | 10.986    |
| 2014 | 11.095    |
| 2015 | 11.215    |
| 2016 | 11.381    |
| 2017 | 11.346    |
| 2018 | 11.517    |
| 2019 | 11.695    |
| 2020 | 11.678    |
| 2021 | 11.727    |

#### Wohnbezirke
Die Gesamtzahl der Einwohner stimmt nicht immer mit den addierten Einzelergebnissen der Wohnbezirke überein.

Einwohnerentwicklung von Leutenbach von 1939 bis 2010 nach nebenstehender Tabelle

| Jahr | Leutenbach | Nellmersbach | Weiler zum Stein |
| ---- | ---------- | ------------ | ---------------- |
| 1939 | 1066       | 0487         | 0663             |
| 1950 | 1382       | 0689         | 0907             |
| 1961 | 2372       | 1130         | 1241             |
| 1970 | 3323       | 1722         | 2060             |
| 1975 | 3426       | 2141         | 2434             |
| 1990 | 4084       | 2700         | 2995             |
| 2000 | 4940       | 2887         | 2923             |
| 2005 | 4870       | 2924         | 3066             |
| 2010 | 4955       | 3044         | 2929             |

## Religionen
Alle drei Wohnbezirke besitzen eigene evangelische Kirchengemeinden. Die katholische Kirchengemeinde umfasst die Gesamtgemeinde und ist in Leutenbach angesiedelt. 

## Politik

### Gemeinderat
Der Gemeinderat besteht aus den 18 gewählten ehrenamtlichen Gemeinderäten und dem Bürgermeister als Vorsitzendem. Der Bürgermeister ist im Gemeinderat stimmberechtigt.
Die Kommunalwahl am 9. Juni 2024 führte zu folgendem Endergebnis:
| Parteien und Wählergemeinschaften | Parteien und Wählergemeinschaften           | % 2024 | Sitze 2024 | % 2019 | Sitze 2019 | Kommunalwahl 2024 %403020100 36,8 %35,3 %15,1 %n. k. %n. k. %12,8 % FWCDUSPDJLLALiGrüneGewinne und Verlusteim Vergleich zu 2019 %p 14 12 10 8 6 4 2 0 −2 −4 −6 −8−10−12−14+5,5 %p+8,08 %p−0,89 %p−12,89 %p−12,61 %p+12,8 %pFWCDUSPDJLLALiGrüne |
| FW                                | Freie Wähler Leutenbach                     | 36,8   | 7          | 31,30  | 6          | Kommunalwahl 2024 %403020100 36,8 %35,3 %15,1 %n. k. %n. k. %12,8 % FWCDUSPDJLLALiGrüneGewinne und Verlusteim Vergleich zu 2019 %p 14 12 10 8 6 4 2 0 −2 −4 −6 −8−10−12−14+5,5 %p+8,08 %p−0,89 %p−12,89 %p−12,61 %p+12,8 %pFWCDUSPDJLLALiGrüne |
| CDU                               | Christlich Demokratische Union Deutschlands | 35,3   | 6          | 27,22  | 5          | Kommunalwahl 2024 %403020100 36,8 %35,3 %15,1 %n. k. %n. k. %12,8 % FWCDUSPDJLLALiGrüneGewinne und Verlusteim Vergleich zu 2019 %p 14 12 10 8 6 4 2 0 −2 −4 −6 −8−10−12−14+5,5 %p+8,08 %p−0,89 %p−12,89 %p−12,61 %p+12,8 %pFWCDUSPDJLLALiGrüne |
| SPD                               | Sozialdemokratische Partei Deutschlands     | 15,1   | 3          | 15,99  | 3          | Kommunalwahl 2024 %403020100 36,8 %35,3 %15,1 %n. k. %n. k. %12,8 % FWCDUSPDJLLALiGrüneGewinne und Verlusteim Vergleich zu 2019 %p 14 12 10 8 6 4 2 0 −2 −4 −6 −8−10−12−14+5,5 %p+8,08 %p−0,89 %p−12,89 %p−12,61 %p+12,8 %pFWCDUSPDJLLALiGrüne |
| JLL                               | Junge Liste Leutenbach                      | -      | -          | 12,89  | 2          | Kommunalwahl 2024 %403020100 36,8 %35,3 %15,1 %n. k. %n. k. %12,8 % FWCDUSPDJLLALiGrüneGewinne und Verlusteim Vergleich zu 2019 %p 14 12 10 8 6 4 2 0 −2 −4 −6 −8−10−12−14+5,5 %p+8,08 %p−0,89 %p−12,89 %p−12,61 %p+12,8 %pFWCDUSPDJLLALiGrüne |
| GRÜNE                             | Bündnis 90/Die Grünen                       | 12,8   | 2          | -      | -          | Kommunalwahl 2024 %403020100 36,8 %35,3 %15,1 %n. k. %n. k. %12,8 % FWCDUSPDJLLALiGrüneGewinne und Verlusteim Vergleich zu 2019 %p 14 12 10 8 6 4 2 0 −2 −4 −6 −8−10−12−14+5,5 %p+8,08 %p−0,89 %p−12,89 %p−12,61 %p+12,8 %pFWCDUSPDJLLALiGrüne |
| ALi                               | Alternative und Grüne Liste Leutenbach      | -      | -          | 12,61  | 2          | Kommunalwahl 2024 %403020100 36,8 %35,3 %15,1 %n. k. %n. k. %12,8 % FWCDUSPDJLLALiGrüneGewinne und Verlusteim Vergleich zu 2019 %p 14 12 10 8 6 4 2 0 −2 −4 −6 −8−10−12−14+5,5 %p+8,08 %p−0,89 %p−12,89 %p−12,61 %p+12,8 %pFWCDUSPDJLLALiGrüne |
| Gesamt                            | Gesamt                                      | 100 %  |            | 100 %  | 18         | Kommunalwahl 2024 %403020100 36,8 %35,3 %15,1 %n. k. %n. k. %12,8 % FWCDUSPDJLLALiGrüneGewinne und Verlusteim Vergleich zu 2019 %p 14 12 10 8 6 4 2 0 −2 −4 −6 −8−10−12−14+5,5 %p+8,08 %p−0,89 %p−12,89 %p−12,61 %p+12,8 %pFWCDUSPDJLLALiGrüne |
| Wahlbeteiligung                   | Wahlbeteiligung                             | 62,2 % | 62,2 %     | 60,5 % | 60,5 %     | Kommunalwahl 2024 %403020100 36,8 %35,3 %15,1 %n. k. %n. k. %12,8 % FWCDUSPDJLLALiGrüneGewinne und Verlusteim Vergleich zu 2019 %p 14 12 10 8 6 4 2 0 −2 −4 −6 −8−10−12−14+5,5 %p+8,08 %p−0,89 %p−12,89 %p−12,61 %p+12,8 %pFWCDUSPDJLLALiGrüne |

### Bürgermeister

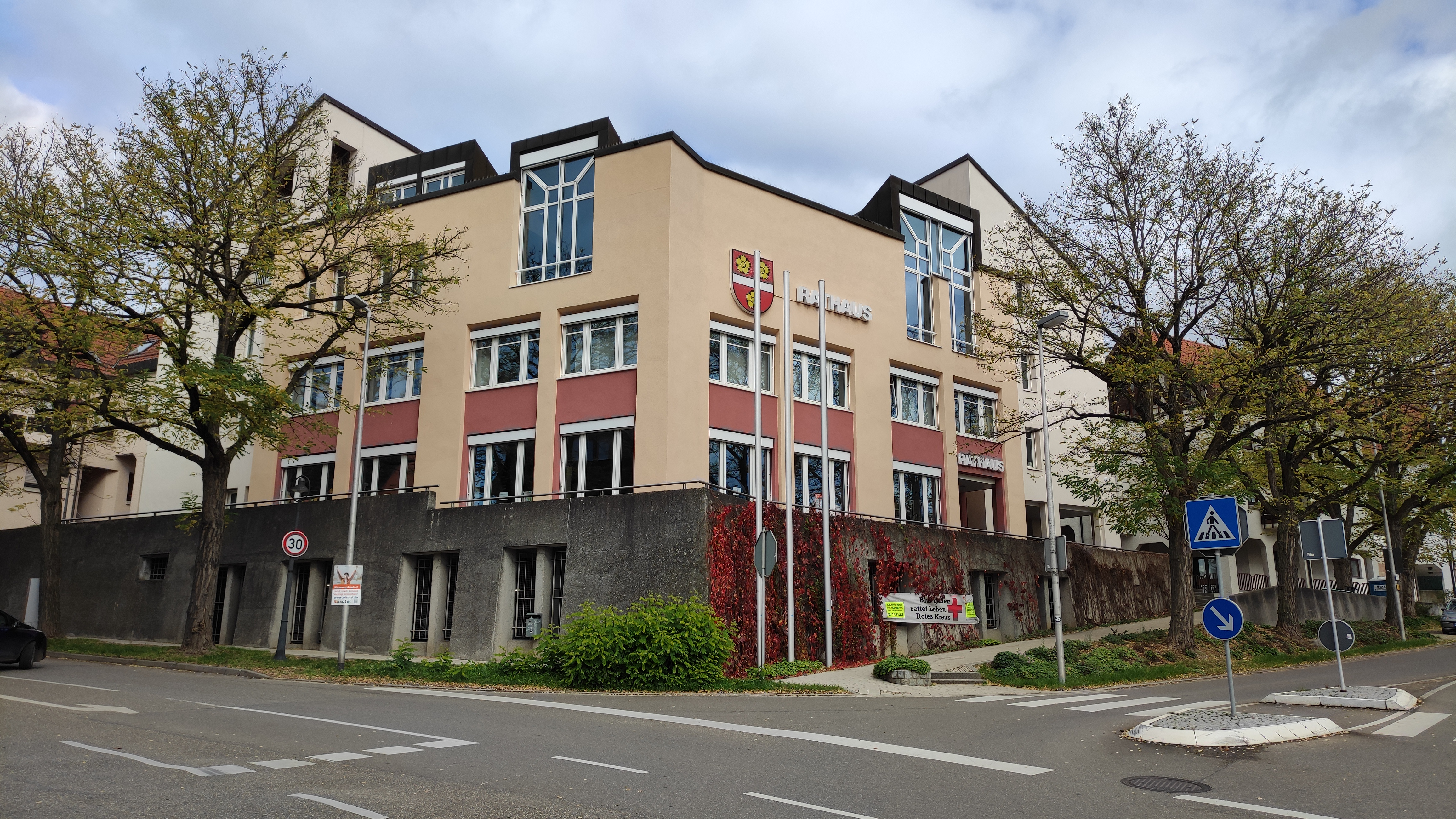
Rathaus Leutenbach

Bürgermeister ist seit dem 21. Juni 1999 Jürgen Kiesl (* 21. Dezember 1965). Der Diplom-Verwaltungswirt (FH) wurde 2007, 2015 und 2023 wiedergewählt.

### Wappen
Das Leutenbacher Wappen besteht aus einem silbernen Balken auf rotem Grund und drei fünfblättrigen goldenen Rosen mit schwarzen Kelchblättern. Die Figuren selbst gehen auf das Siegel eines Heinrich von Lutenbach zurück, das in einem Abdruck aus dem Jahr 1391 überliefert ist. Für die heutige Tingierung wurde den Wappen der drei Ursprungsgemeinden jeweils eine Tinktur („Farbe“) entnommen.

#### Wappen der Ortsteile

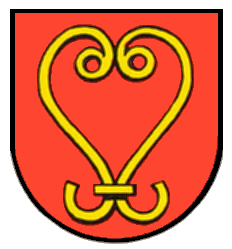
Leutenbach (altes Wappen)
Nellmersbach
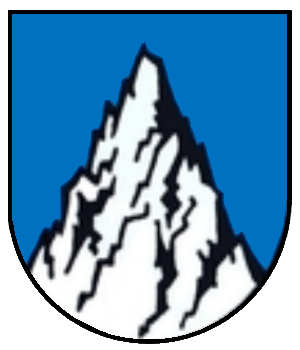
Weiler zum Stein

### Partnerschaften / Patenschaften
- Leutenbach unterhält seit 1990 eine Partnerschaft mit der unweit von Budapest gelegene ungarische Ortschaft Dunabogdány.
- Seit dem Jahr 2012 besteht eine weitere Partnerschaft mit der ostfranzösischen Gemeinde Orchamps.
- Im Jahr 1955 übernahm die Gemeinde die Patenschaft für die Gemeinde Rudolfsgnad im serbischen Teil des Banat, da viele ehemalige Einwohner Rudolfsgnads nach Vertreibung und Flucht in Leutenbach eine neue Heimat fanden.

## Kultur und Sehenswürdigkeiten

### Museen
- Heimatmuseum im Ortsteil Weiler zum Stein, nahe dem Friedhof, von April bis Oktober jeweils am ersten Sonntag des Monats oder nach Vereinbarung geöffnet

### Musik
Die Deutschpunk-Band NoRMAhl stammt aus Leutenbach. In Leutenbach beheimatet ist außerdem der Musikverein Leutenbach und die Schwobarockband Brozzo, die sich mit dem Stück King uf em Feldweg mehrfach in der SWR1 Hitparade (Baden-Württemberg) platzieren konnte.

### Vereine
Die Rems-Murr-Bühne Leutenbach ist ein Amateur-Theaterverein, der mit seinen Inszenierungen auch auf Tournee geht.

### Parks
Als zentrale Ausgleichsmaßnahme für den Flächenverbrauch durch gemeindliche Bauvorhaben entstand im Tal des Höllachbachs zwischen den Wohnbezirken Leutenbach und Nellmersbach der Landschaftspark Höllachaue.

### Regelmäßige Veranstaltungen
- Februar: Rathaussturm, in der Faschingszeit übernehmen die Nellmersbacher Geesmusiker das Kommando im Rathaus und entheben den Bürgermeister seines Amtes.
- März: Osterbrunnen, jedes Jahr zu Ostern sorgen die drei Obst- und Gartenbauvereine gemeinsam für einen schönen Blumenschmuck am Rathausbrunnen.
- April: Maifeier, jeweils am 30. April können die Bürger bei der Maifeier wechselweise auf einem der Schulhöfe der Gemeinde den Mai begrüßen.
- Juli: Leutenbacher Hocketse, ein Straßenfest, das jährlich am ersten Wochenende der Sommerferien veranstaltet wird.
- September: Beim Bürgerempfang der Gemeinde Leutenbach werden Mitbürger für ehrenamtliches Engagement ausgezeichnet.
- November: Sportlerehrung, es werden Sportler und Trainer für sportliche Spitzenleistungen geehrt.
- November/Dezember: Leutenbacher Weihnachtsmarkt, der stets am Wochenende des zweiten Advents stattfindet.

## Wirtschaft und Infrastruktur

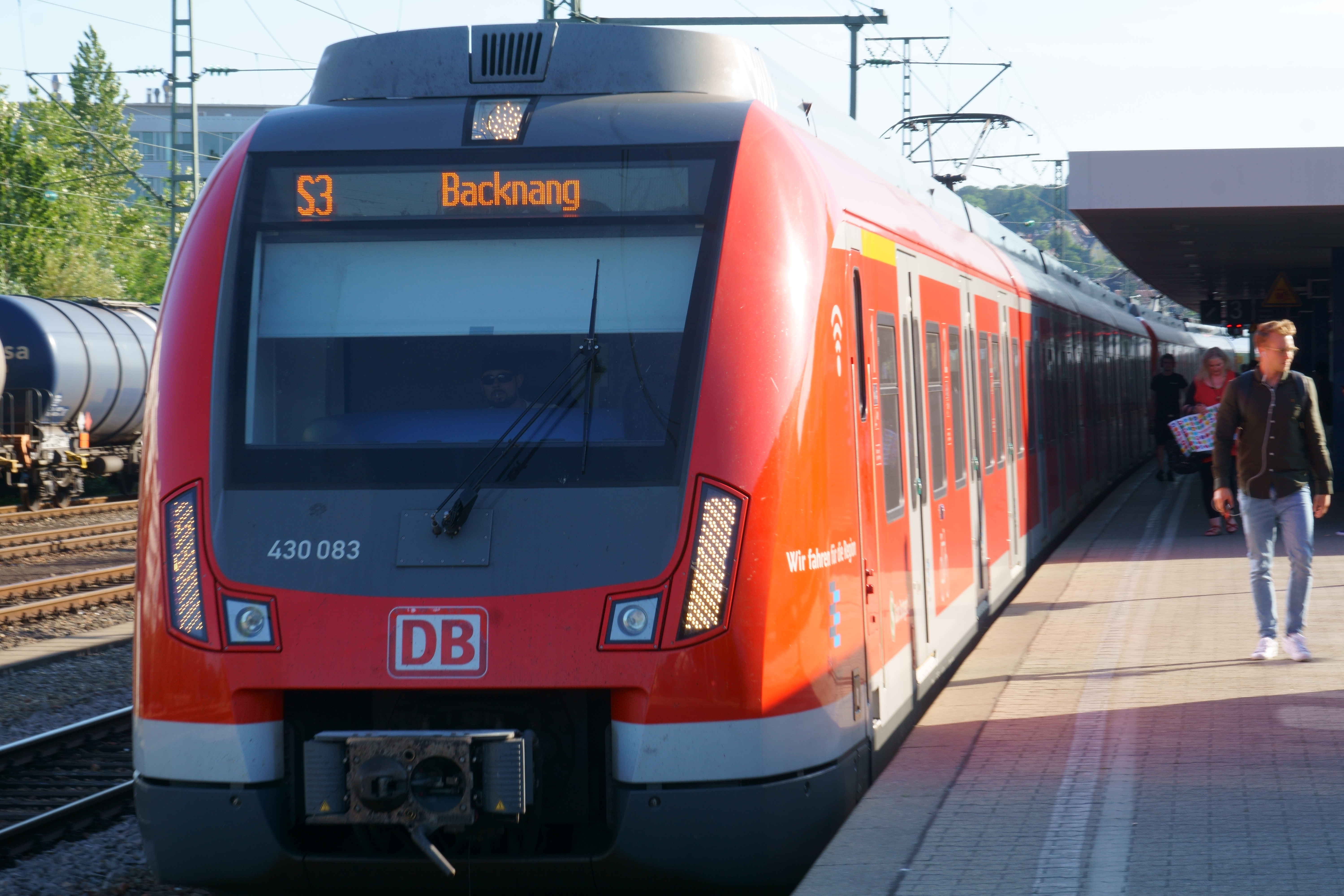
Die Linie S3 der S-Bahn Stuttgart verbindet die Gemeinde mit der Landeshauptstadt.

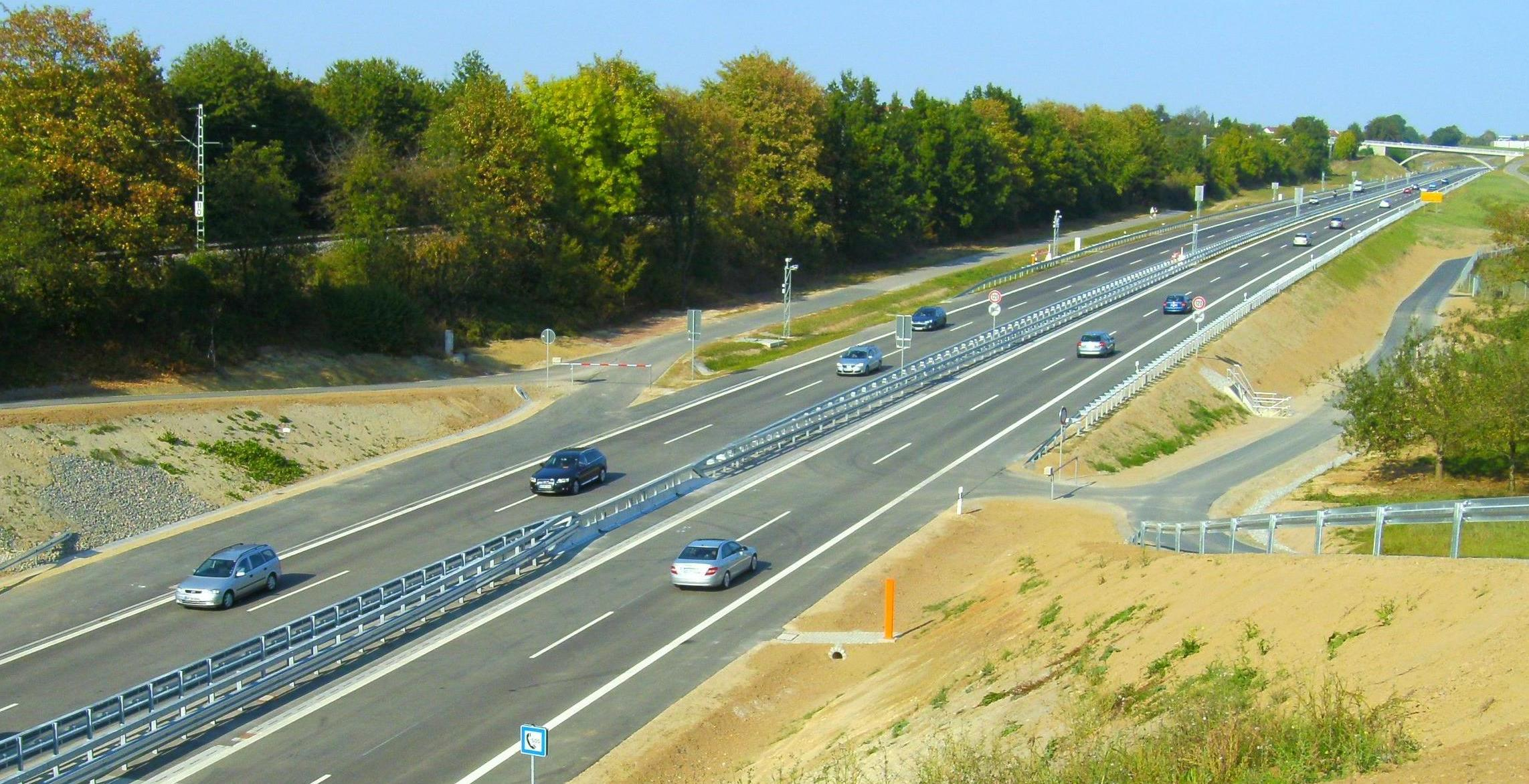
Die Bundesstraße 14 auf Leutenbacher Gemarkung.

### Verkehr
Nellmersbach ist Haltepunkt an der Bahnstrecke Waiblingen–Schwäbisch Hall-Hessental. Auf dieser Strecke verkehrt auch die S-Bahn Linie S3 (Backnang–Stuttgart–Flughafen), die Nellmersbach im 15- bis 30-Minuten-Takt mit der Landeshauptstadt verbindet.
Im September 2009 wurde die Neubaustrecke der Bundesstraße 14 eröffnet, die die Westumfahrung von Winnenden ermöglicht und die Ortsdurchfahrten von Winnenden und Hertmannsweiler entlastet. Dazu wurde der rund einen Kilometer lange Tunnel Leutenbach erbaut, der halb offen, halb bergmännisch auch unter Leutenbacher Wohngebieten hindurch vorgetrieben wurde. Leutenbach ist durch die Anschlussstelle Winnenden-West, der Wohnbezirk Nellmersbach durch die Anschlussstelle Nellmersbach an die B 14 angebunden.
Durch eine Alltagsroute aus dem Radnetz Baden-Württemberg ist Leutenbach über Winnenden mit Waiblingen und in der anderen Richtung über den Ortsteil Nellmersbach mit Backnang verbunden.

### Ansässige Unternehmen
Die drei größten Arbeitgeber Leutenbachs befinden sich alle im Ortsteil Nellmersbach:
- H.P. Kaysser GmbH + Co. KG, Unternehmen für Blechbearbeitung und mechanische Fertigung mit 350 Mitarbeitern
- Metallux AG, Hersteller von Sensortechnologie mit 120 Mitarbeitern
- Feinwerktechnik Otto Harrandt GmbH, nach eigener Darstellung Weltmarktführer in der Entwicklung und dem Vertrieb von Maschinen zur automatischen Messung, Prüfung und Montage von Kolben

### Medien
Offizielles Mitteilungsorgan ist das Amtsblatt Leute. Über das lokale Tagesgeschehen in Leutenbach berichten die Winnender Zeitung, vereinzelt auch die Stuttgarter Zeitung und die Backnanger Kreiszeitung.

### Bildung
- In allen drei Wohnbezirken befindet sich jeweils eine Grundschule, im Wohnbezirk Leutenbach kombiniert mit einer Gemeinschaftsschule. Weiterführende Schulen befinden sich in Winnenden und Backnang. Kindergärten gibt es insgesamt elf.
- In Leutenbach befindet sich des Weiteren eine Außenstelle der Volkshochschule Winnenden.

## Ortsnecknamen
Für Leutenbach sind mehrere Ortsnecknamen bekannt: In Winnenden wurden die Leutenbacher scherzhaft Esel oder Luidebacher Esel (Leutenbacher Esel) genannt. Ein anderer Ortsneckname für Leutenbach ist Siehdevor (Sieh dich vor), da ortsfremde Burschen hier oftmals Prügel bezogen haben.
Schließlich gibt es noch den Necknamen Ulanametzger (Ulanenmetzger): Im Kaiserreich soll es in Leutenbach nach einem Militärmanöver eine Tanzveranstaltung gegeben haben. Dabei sei es zu einem Streit zwischen Dorfbewohnern und Soldaten gekommen sein. Ein junger Leutenbacher soll dabei einen Ulanen erstochen haben.

## Persönlichkeiten

### Ehrenbürger
- Horst Gebhard (1939–2016), Leutenbacher Bürgermeister von 1975 bis 1999, Träger des Bundesverdienstkreuzes.
- Ernst Schniepp (1929–2021), Leutenbacher Bürgermeister von 1956 bis 1975, Träger des Bundesverdienstkreuzes und der Freiherr-vom-Stein-Plakette des Gemeindetags Baden-Württemberg.
- Hermann Schäfer (1932–2016), langjähriges Gemeinderatsmitglied, Träger des Bundesverdienstkreuzes.

### Söhne und Töchter der Gemeinde
- Gotthold Häussermann (1877–1958), Gutsbesitzer und württembergischer Landtagsabgeordneter
- Alfred Entenmann (* 1927), Politiker (CDU)

### Weitere bekannte Personen
- Sebastian Wolf (* 1981), Politiker (CDU), war Hauptamtsleiter in Leutenbach.
- Andreas Hinkel (* 1982), Fußball-Nationalspieler, geboren in Backnang, wuchs in Leutenbach auf.